# Wilfred Owen

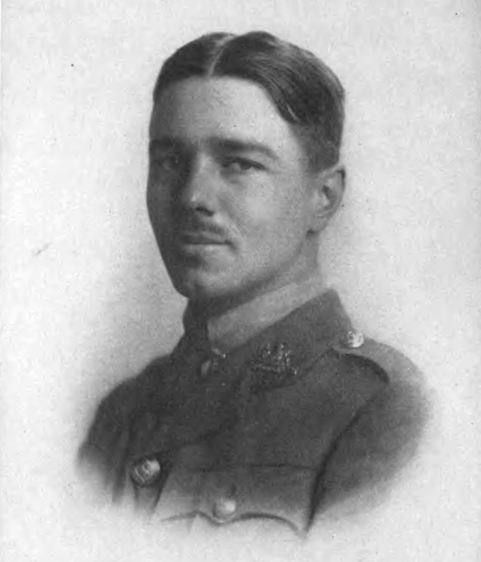
Wilfred Owen

Wilfred Edward Salter Owen MC (* 18. März 1893 in Oswestry, Grafschaft Shropshire, England, Vereinigtes Königreich; † 4. November 1918 bei Ors, Frankreich) war ein britischer Dichter und Soldat. Er gilt als der bedeutendste Zeitzeuge des Ersten Weltkriegs in der englischen Literatur. Einige seiner heute bekanntesten Werke wurden erst nach seinem Tod veröffentlicht. Das von ihm geschriebene Vorwort zur Sammlung seiner Gedichte, die 1919 erscheinen sollte, enthält mehrere Ausdrücke, die als Redewendungen in die englische Sprache eingingen, darunter War, and the pity of War („Krieg und das Leid des Krieges“) und The Poetry is in the pity („Die Poesie liegt im Mitleid“, vgl. das später aufgekommene „Schreiben aus Betroffenheit“).

## Leben

### Die frühen Jahre
Owen war das älteste von vier Kindern einer Familie englisch-walisischer Herkunft. Seine Eltern Tom, ein Eisenbahnarbeiter, und Susan Owen lebten in einem wohlhabenden Haus, das seinem Großvater gehörte. Nach dessen Tod 1897 mussten sie eine möblierte Wohnung in einer schlechten Wohngegend von Birkenhead mieten. Wilfred Owen besuchte hier das Birkenhead Institute und die Shrewsbury Technical School. Während eines Ferienaufenthaltes in Cheshire 1903 oder 1904 entdeckte er sein dichterisches Talent. An den evangelischen Schulen wurde er anglikanisch erzogen; zu den ersten Einflüssen zählen so John Keats und, wie bei vielen seiner Zeitgenossen, die Bibel.
Kurz nach dem Schulabgang im Jahr 1911 bestand Owen die Aufnahmeprüfung und wurde an der University of London immatrikuliert, sein Prüfungsergebnis reichte allerdings nicht für ein Stipendium. Als Gegenleistung für eine kostenlose Unterkunft und Hilfe bei den Prüfungsvorbereitungen arbeitete er als Laienhelfer für den Vikar von Dunsden und als Schulpraktikant an der Wyle Cop School. Danach studierte er Botanik und später auf Betreiben der Englischen Fakultät am University College von Reading, der heutigen University of Reading, auch Altenglisch, ohne die Studiengebühren bezahlen zu müssen. Da er sich ein weiteres Mal erfolglos um ein Stipendium beworben hatte, musste er hier weiter studieren. Vor dem Kriegsausbruch arbeitete er als Privatlehrer für Englisch an der Berlitz-Schule in Bordeaux.

### Militärdienst
Am 21. Oktober 1915 trat Owen in die Artists’ Rifles ein, eine Freiwilligeneinheit der British Army. Während der folgenden sieben Monate wurde er in Hare Hall Camp (Essex) ausgebildet. Im Januar 1917 wurde er als Second Lieutenant zum Manchester Regiment abgestellt. Nach traumatischen Erlebnissen – er führte seinen Zug in die Schlacht und war drei Tage lang in einem Granattrichter verschüttet – wurde bei ihm ein Kriegstrauma diagnostiziert, und er wurde zur Behandlung ins Lazarett nach Edinburgh geschickt. Während er dort genas, lernte er den Dichter Siegfried Sassoon kennen.
Im Juli 1918 kehrte Owen zum Kriegseinsatz nach Frankreich zurück, obwohl er bis auf weiteres im Heimatdienst hätte bleiben können. Seine Entscheidung dazu beruhte fast ausschließlich darauf, dass Sassoon nach England zurückkehrte; nach einem Kopfschuss aus den eigenen Reihen war er bis Kriegsende dienstuntauglich geschrieben worden. Owen sah es als seine patriotische Pflicht, Sassoons Platz an der Front einzunehmen, um von den Kriegsgräueln Zeugnis abzulegen. Sassoon widersprach diesem Vorhaben heftig und drohte Owen, ihm ins Bein zu stechen, wenn der es nur versuchen sollte. Also unterrichtete Owen den Freund erst, als er bereits nach Frankreich abgereist war.

### Tod

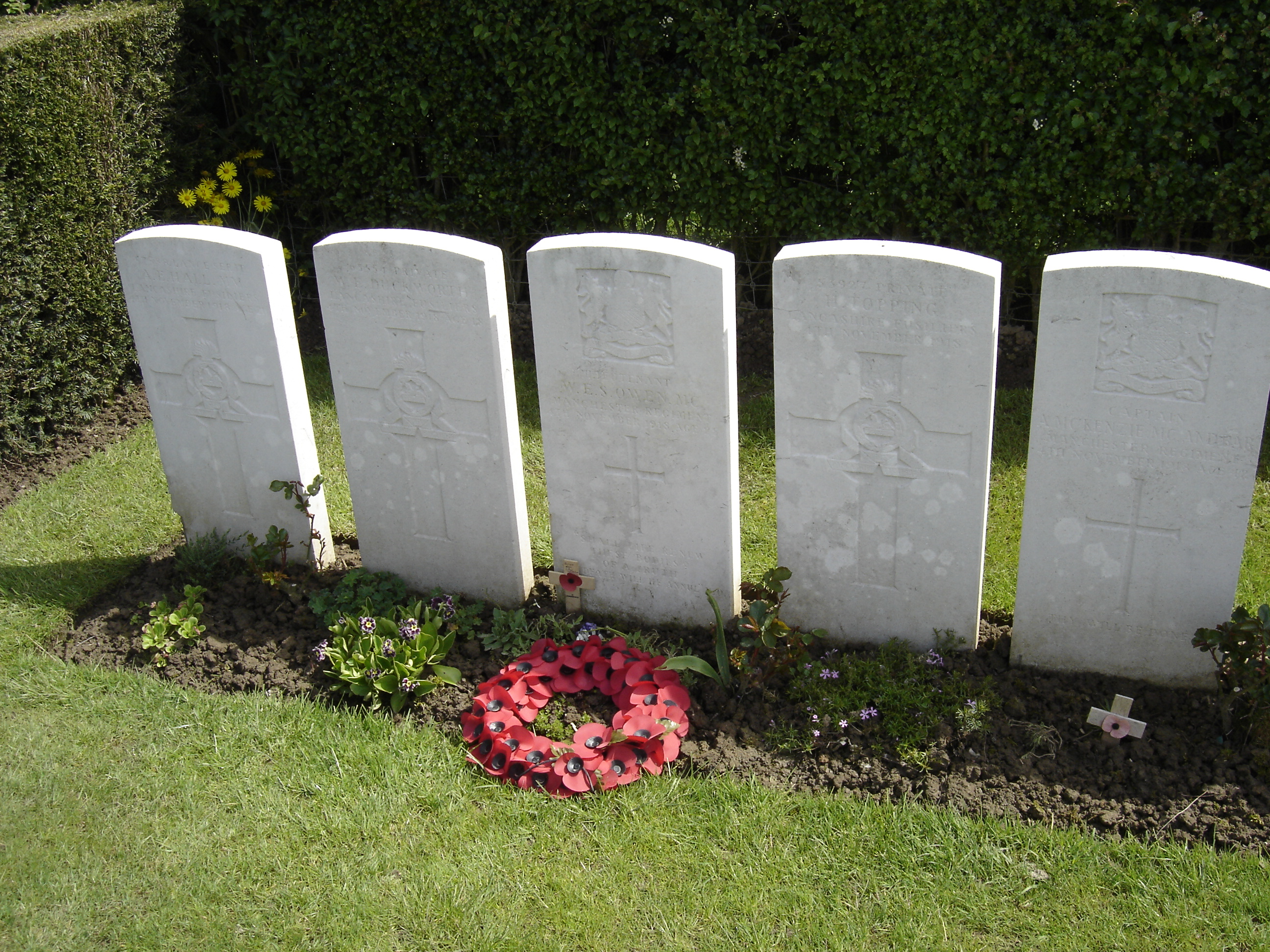
Grab von Wilfred Owen

Nach der Rückkehr an die Front führte Owen Einheiten der Second Manchesters am 1. Oktober 1918 an, feindliche Stützpunkte in der Nähe des Dorfs Joncourt zu erstürmen  und erhielt für sein Verhalten dabei das Military Cross verliehen. Er fiel fast auf die Stunde genau eine Woche vor dem Waffenstillstand südlich von Ors am Canal de la Sambre à l’Oise während der Zweiten Schlacht an der Sambre. Er wurde für seine Tapferkeit und die Führung des Einsatzes posthum mit dem Military Cross ausgezeichnet. Als die Nachricht von seinem Tod seine Heimat erreichte, läuteten die Kirchenglocken der Stadt gerade den Friedensschluss aus.

## Werk

### Literarisches Schaffen
Owen gilt als der herausragendste Kriegsdichter englischer Sprache. Er stand im starken Widerspruch zur öffentlichen Wahrnehmung des Krieges wie auch zur patriotisch-affirmativen Kriegslyrik, die Dichter wie Rupert Brooke verfassten, obwohl sie keinerlei Erfahrung mit dem Schlachtfeld hatten. Seine schonungslos-realistische Darstellung der Schrecken von Graben- und Gaskrieg war stark von seinem Freund, dem Dichter Siegfried Sassoon, beeinflusst, was seine berühmtesten Gedichte Dulce et Decorum Est und Anthem for Doomed Youth unmittelbar zeigen. Seine Manuskripte sind als Kopien mit Sassoons handschriftlichen Anmerkungen erhalten. Owens Dichtung findet inzwischen höhere Anerkennung als die seines Mentors. Obwohl er die Konsonanz nicht als einziger Lyriker seiner Epoche benutzte, war er doch der erfindungsreichste und in einigen seiner Gedichte geistreichste Verwender dieses Stilmittels und zugleich der erste, der sich eingehend damit beschäftigte.
Owens Lyrik wandelte sich 1917 wesentlich. Im Verlauf der Therapie in Craiglockhart ermutigte sein Arzt Arthur Brock ihn, seine Erlebnisse und besonders die daraus rührenden Albträume dichterisch zu verarbeiten. Sassoon unterstützte ihn dabei und zeigte ihm an Literaturbeispielen die Ausdrucksmöglichkeiten der Lyrik. Seine Verwendung satirischer Stilmittel übte einen Einfluss auf Owen aus, der nun versuchte, Sassoons Stil nachzuahmen. Zweifellos änderte sich durch die Zusammenarbeit auch die Thematik in Owens Lyrik. Sassoons Eintreten für den Realismus und für das „Schreiben als Erlebnisbericht“ war Owen zwar bekannt, er hatte sich dessen aber zuvor nie bedient; bis dahin umfasste sein Werk vor allem eine Reihe unbeschwerter Sonette. Sassoon förderte Owen, indem er die Dichtungen über dessen Tod hinaus verbreitete; er war einer seiner ersten Herausgeber. Dennoch trägt Owens Lyrik unverwechselbar eigene Charakterzüge, so dass er heute Sassoons Ruhm als Dichter übertrifft.

### Wirkung
Die Kriegslyrik dieser Epoche genoss wenig Anerkennung. Zu Lebzeiten hat Owen, obwohl er einen Gedichtband herauszugeben gedachte und dafür bereits ein Vorwort geschrieben hatte, mit Ausnahme einiger Gedichte in The Hydra, der von ihm betreuten Krankenhaus-Zeitschrift von Craiglockhart, nichts veröffentlicht; lediglich fünf Gedichte erschienen hier, davon eines fragmentarisch. Sassoons Einfluss sowie Edith Sitwells Unterstützung und die Neuerscheinung von Owens Gedichten in einer 1931 von Edmund Blunden publizierten Anthologie festigten seine Bekanntheit; in den 1960er-Jahren trug dann auch eine erneute Beschäftigung mit seinem Werk dazu bei, den Dichter ins öffentliche Interesse zu rücken. Owens Gesamtwerk erschien in der ungekürzten Originalfassung erst 1994 in der zweibändigen Ausgabe The Complete Poems and Fragments von Jon Stallworthy.
1975 stiftete seine Schwägerin sämtliche Handschriften, Fotografien und Briefe aus dem Besitz ihres verstorbenen Mannes, Owens Bruder Harold, der Bibliothek an der Englischen Fakultät der University of Oxford. Neben der persönlichen Habe des Dichters umfasst dies auch seine Bücher und eine fast vollständige Sammlung von The Hydra. Der Nachlass ist öffentlich zugänglich.

## Das Verhältnis zu Siegfried Sassoon
Ein zentraler Bestandteil von Owens Dichtung ist seine Homosexualität. Owens Achtung für Siegfried Sassoon grenzte an Heldenverehrung; seiner Mutter gegenüber bemerkte er, er sei „nicht wert, ihm die Pfeife anzuzünden“. Als Sassoon beschloss, an die Front zurückzukehren, war er am Boden zerstört, obwohl er Craiglockhart schon vor ihm verlassen hatte. Er war für mehrere Monate zum Heimatdienst in Scarborough stationiert, während deren er sich dem Zirkel geistreicher homosexueller Literaten anschloss, in den ihn Sassoon eingeführt hatte. Unter den Mitgliedern waren Oscar Wildes ehemaliger Liebhaber Robert Baldwin Ross und Robert Graves, der Poet und Schriftsteller Osbert Sitwell und der Proust-Übersetzer Charles Kenneth Scott Moncrieff. Hier lernte er auch H. G. Wells und Arnold Bennett kennen und entwickelte seinen persönlichen Stil. Diese Bekanntschaften erweiterten sein Bewusstsein und ermutigten ihn, homoerotischen Elementen in seinem Schaffen einen Platz zu geben.
Owens sexuelle Entwicklung wurde durch seinen Bruder Harold vertuscht, da dieser nach dem Tode ihrer Mutter seiner Meinung nach anstößige Brief- und Tagebuchpassagen entfernte. Harold Owen ist ebenso dafür verantwortlich, dass die Belobigung für die Kriegsauszeichnung seines Bruders im Nachhinein geändert wurde, damit sie weniger „kriegerisch“ und mehr in Einklang mit dem Bild eines empfindsamen „Friedenspoeten“ erschienen. Wilfred selbst verlangte von seiner Mutter, im Falle seines Todes einen Sack persönlicher Papiere zu verbrennen, was sie auch tat. Seine frühen Biografen taten ein Übriges, Owens sexuelle Orientierung zu verschweigen.

## Denkmäler
Owens Grab liegt auf dem Gemeindefriedhof von Ors. Gedenkstätten für ihn findet man in Gailly, Ors, Oswestry und Shrewsbury. Ein Museum, das an Owen und Sassoon erinnert, befindet sich in einem Gebäude der Napier University in Edinburgh.
In Frankreich ist Owen kaum bekannt. Die Mediathek des Ortes Ors trägt seinen Namen; jedes Jahr feiern Briten und Franzosen hier an seinem Todestag eine gemeinsame Gedenkfeier. Eine britische und  eine französische Vereinigung widmen sich der Erforschung und Verbreitung seines Werkes. Am Forsthaus des Bois-l’Évêque – hier verbrachte Owen die Nacht vor seinem Tod und schrieb seinen letzten, an seine Mutter gerichteten, Brief – wurde 2011 das Maison Forestière Owen als Gedenkstätte eingerichtet.

## Rezeption in Literatur und Musik
- Die international bekannteste Verwendung von Wilfred Owens Gedichten ist Benjamin Brittens War Requiem (1961)
- 1952 vertonte Rudolf George Escher Strange meeting für Bariton and Piano
- Stephen MacDonalds Drama Not About Heroes (1982) beschreibt die Freundschaft zwischen Sassoon und Owen, die in Craiglockhart beginnt
- Die Band 10,000 Maniacs nahm auf dem Album Secrets of the I Ching (1983) das Gedicht Dulce et Decorum Est unter dem Titel The Latin One auf. Auf Human Conflict Number Five (1982) findet sich eine Bearbeitung von Anthem For Doomed Youth unter dem gleichen Songtitel
- Pat Barkers historischer Roman Niemandsland (Originaltitel: Regeneration, 1991, ISBN 3-423-12622-1) beschäftigt sich vorwiegend mit Siegfried Sassoon und seinem Arzt W. H. R. Rivers, beschreibt daneben die Beziehung zu Owen aus der Perspektive des Älteren und dessen Einfluss auf den Dichter sowie auf dessen Therapie durch Arthur Brock. Beide treffen dort ebenfalls auf Robert Graves. Fortsetzungen: Das Auge in der Tür (OT: The Eye in the Door, 1993, ISBN 3-423-12800-3) sowie Die Straße der Geister (OT: The Ghost Road, 1995, ISBN 3-423-13005-9)
- Sarah McLachlans Albumtitel Fumbling Towards Ecstasy (1993) beruht auf einer Zeile aus Owens Gedicht Dulce et Decorum Est
- Owen ist das lyrische Ich im Song Owen’s Lament auf dem Album Sunset Studies (2000) der australischen Rockband Augie March
- Ein Teil des Gedichts Greater Love wird am Ende des Stücks Pity of War (2003) der Hip-Hop-Gruppe Jedi Mind Tricks wiedergegeben
- Bruce Dickinson zitiert den ersten Vers des Gedichts Anthem for Doomed Youth als Einleitung zum Stück Paschendale auf Iron Maidens Live-Album Death on the Road (2005)
- Susan Hills Roman Strange Meeting ist nach dem gleichnamigen Gedicht von Owen benannt
- Brian Pattens Gedicht Sleep Now ist Owen gewidmet.

## Werkausgabe
- Gedichte. Zweisprachig. Übersetzt, mit einer Einleitung und Anmerkungen von Joachim Utz. Zweite, erweiterte Auflage. Mattes Verlag, Heidelberg 2014, ISBN 978-3-86809-091-8
- Befremdliche Begegnung. Gedichte Deutsch/Englisch. Aus dem Englischen und mit einem Nachwort von Johannes CS Frank. Hochrot Verlag Berlin 2013, ISBN 978-3-902871-25-1
- Die Erbärmlichkeit des Krieges. Die Kriegsgedichte Wilfred Owens Zweisprachig. Aus dem Englischen und mit einem Nachwort von Johannes CS Frank. Verlagshaus J. Frank | Berlin, ISBN 978-3-940249-55-5